# Tössbergland

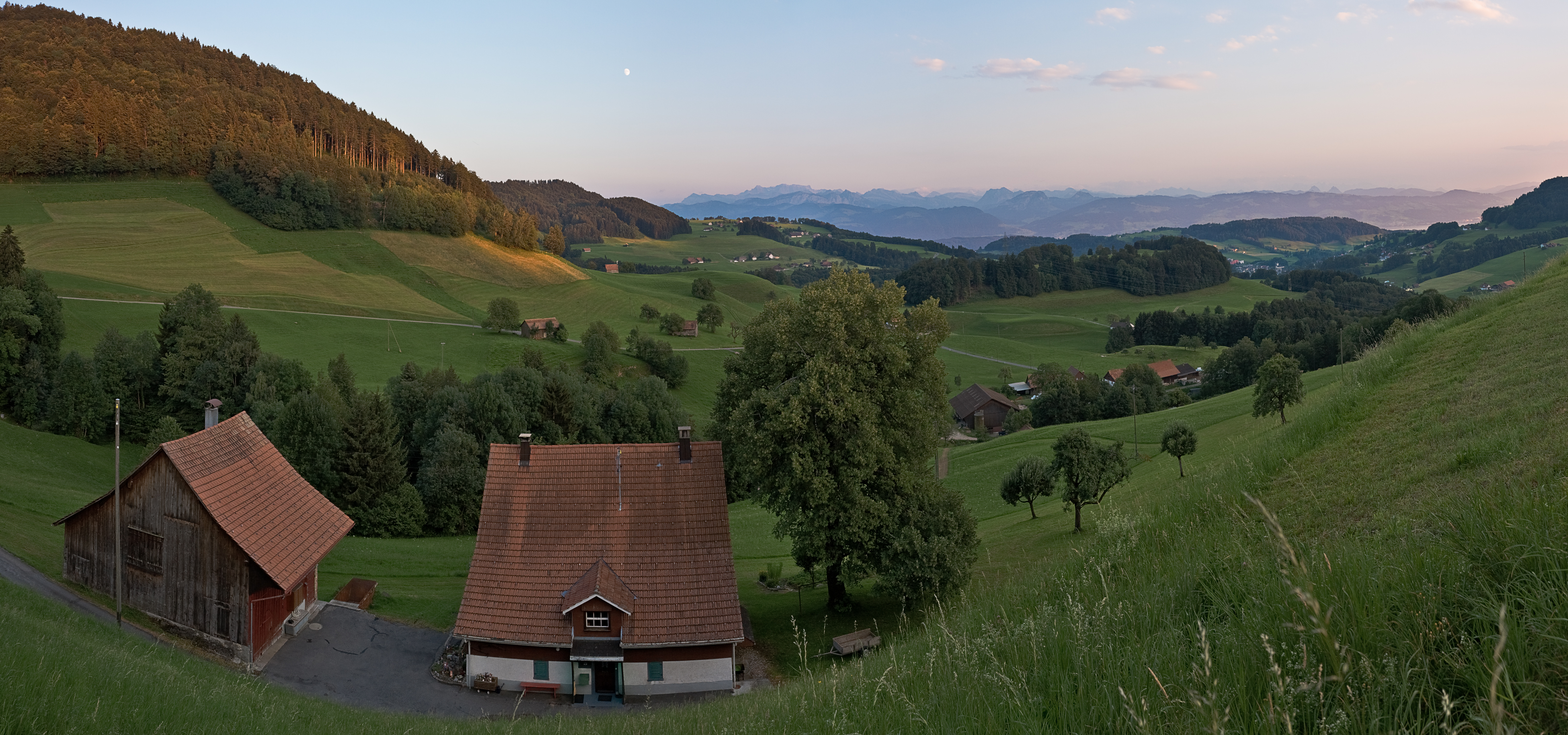
Bei Hischwil (Wald)

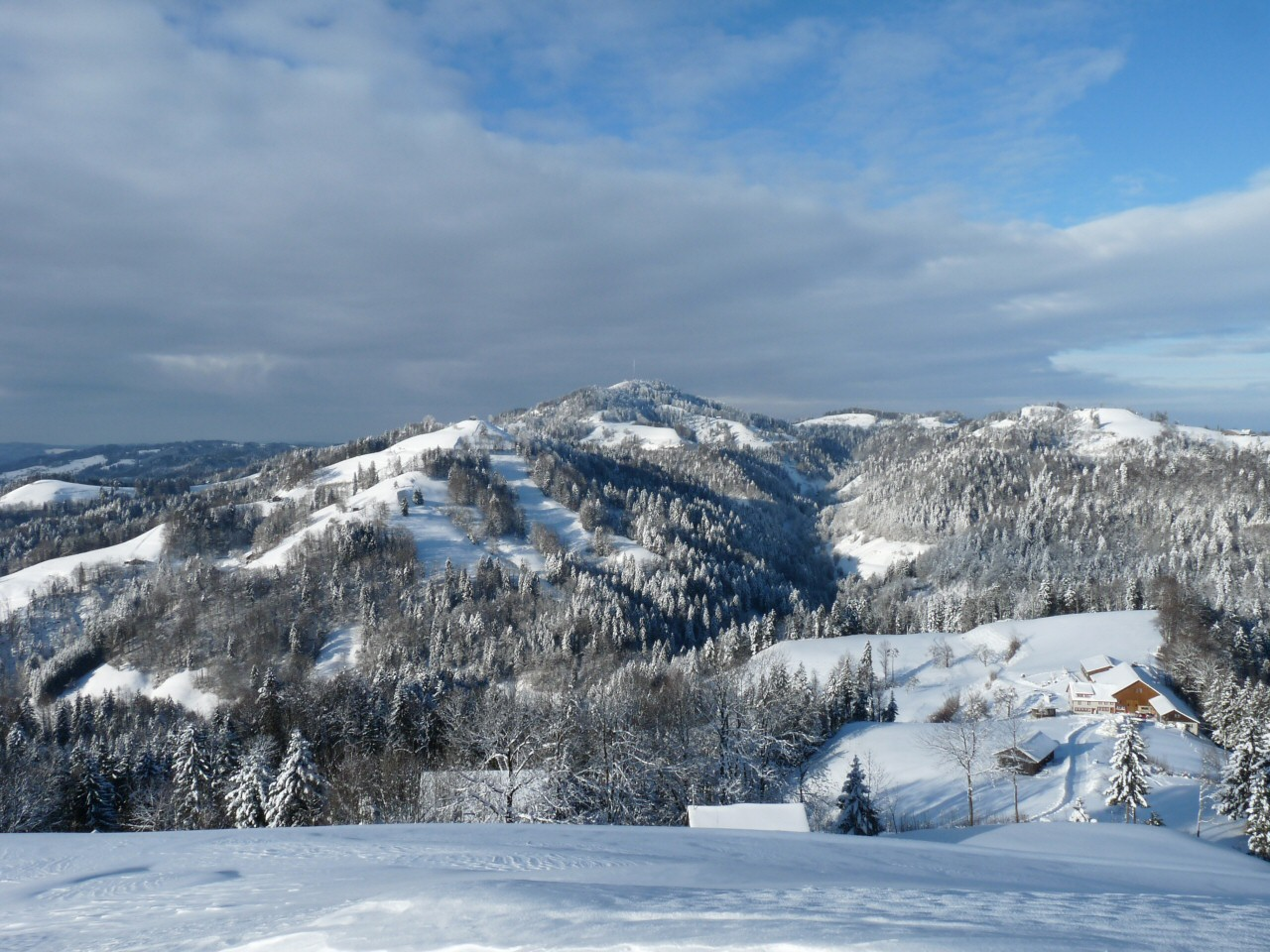
Blick von Rütiwis unterhalb Schnebelhorn Richtung Hörnli

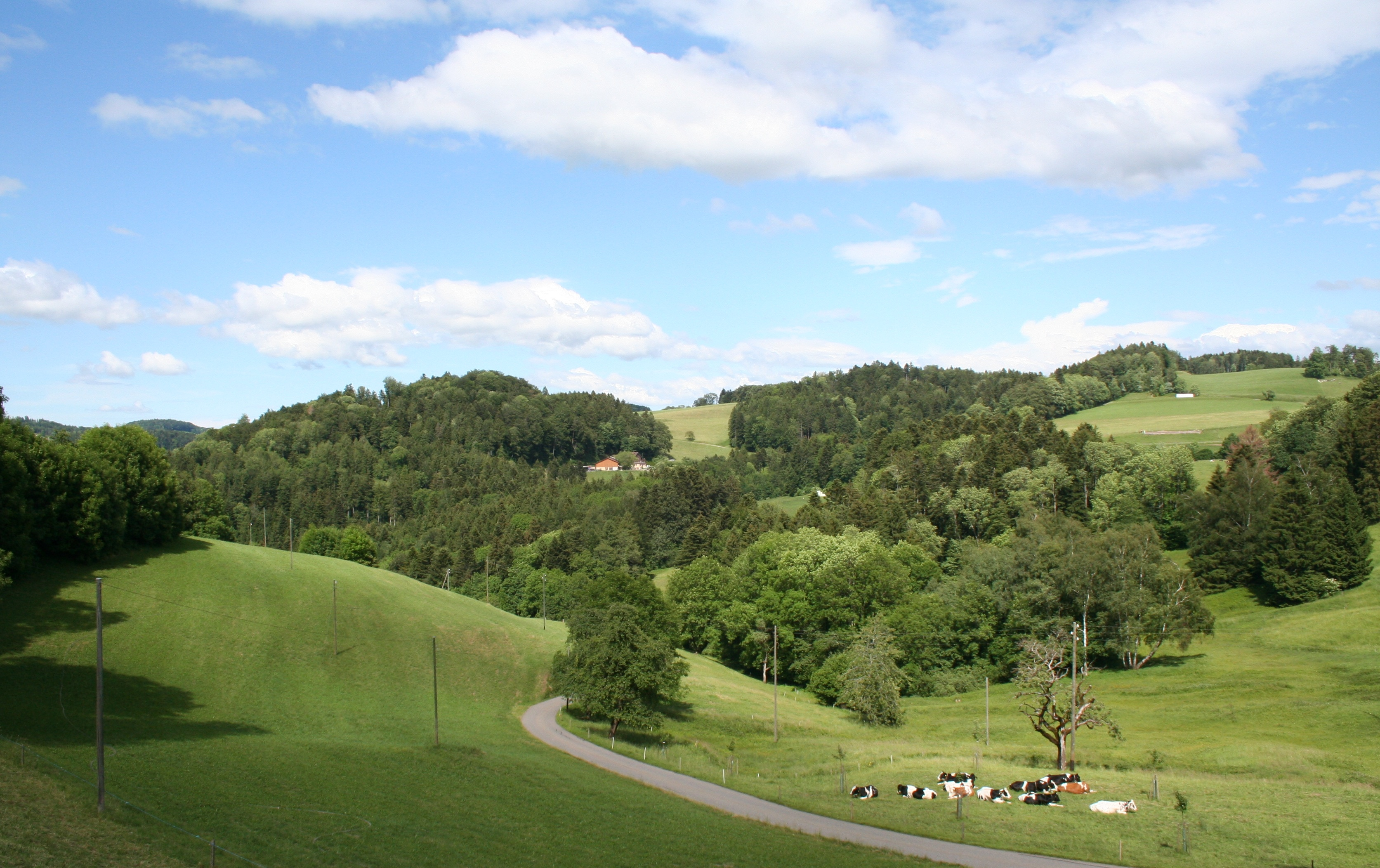
Bei Turbenthal

Das Tössbergland (auch Hörnli-Gebiet) ist ein 700 bis 1300 m ü. M. hohes Hügel- und Berggebiet in der Schweiz, das im Osten des Kantons Zürich (Zürcher Oberland) an der Grenze zum Toggenburg liegt, auf Zürcher Seite auch «Pirg», im Sankt Gallischen auch «Birg» (von Gebirge) genannt wird. Geographisch und geologisch wird das Tössbergland trotz seiner markanten Reliefunterschiede und dem voralpinen Charakter im Gebiet seiner höchsten Gipfel dem Mittelland zugeordnet; vergleichbar mit Napf und Rigi.
Bekannte Erhebungen sind das Hörnli, das Schnebelhorn, der Tössstock, der Hüttchopf und der westlich vorgelagerte Bachtel.

## Geologie
Die geologische Geschichte des Tössberglandes steht in engem Zusammenhang mit der Alpenfaltung. Nachdem diese Faltung vor rund 30 Millionen Jahren begonnen hatte, setzte auch rasch die Erosion ein. Flüsse verfrachteten die Gesteinsfragmente in das Becken nördlich der Alpen, das heutige Mittelland, und lagerten sie dort ab. An Stellen, wo grosse Flüsse das Becken erreichten, bildeten sich mit der Zeit ausgedehnte Schwemmkegel, auch Nagelfluhfächer genannt. Als Nagelfluh bezeichnet man zusammengesetztes Gestein, bestehend aus abgerundeten, durch Flüsse transportierten Gesteinsbrocken verschiedener Grössen. Diese Brocken werden durch feines Bindemittel, das die Hohlräume ausfüllt, zusammengehalten. Anstehende Nagelfluhformationen, Pfeiler und Felstrichter heissen hier Gubel, Mz. Gübel. Der höchste Nagelfluhberg überhaupt erhebt sich in Sichtweite zu den Tössbergen: der Speer (1950 m ü. M.) im Südosten, als Bestandteil des einstigen Rhein-Linth-Molassefächers Richtung Churfirsten.

## Vegetation
Besonders der Kernraum des Tössberglandes ist von ausgedehnten Wäldern bedeckt, wobei man oberhalb von rund 800 bis 900 m ü. M. Mischwälder, darunter vorwiegend Buchenwälder findet. Bewaldet sind hauptsächlich die teils extrem steilen Hänge sowie die abgelegenen tiefen Kerbtäler, die auch «Tobel» heissen. Auf den gerodeten Kämmen («Eggen») und den weniger steilen Flächen herrschen Wiesen und Weiden vor.

## Kulturlandschaft
Das Tössbergland ist, abgesehen von den Ortschaften im Tal, insbesondere dem Tösstal, eine sehr dünn besiedelte Region. Es ist ein typisches Streusiedlungsgebiet mit kleinen Weilern, die meist in den Tälern liegen, und zahlreichen Einzelhöfen, die stark verstreut sowohl in den Tälern als auch auf den Kämmen (Eggen) stehen. Diese Gehöfte sind vielfach sehr abgelegen und nur schwierig zu erreichen. Die Bewohner leben von der Viehhaltung und der Graswirtschaft sowie von der Forstwirtschaft und der Holzverarbeitung. Ackerbau wird nur in günstigen Tallagen und in den weniger stark kupierten Bereichen betrieben.
Siedlungsrodungen, Köhlerei und Übernutzung durch kommerziellen Holzschlag hatten zur Folge, dass das Gebiet zu stark gerodet wurde. Weil damit die stabilisierende Wirkung der Hänge durch den Wald wegfiel, waren die Täler und die Dörfer des Unterlandes immer wieder einer Hochwassergefahr ausgesetzt, wobei die heute gezähmte Töss als ursprünglicher Wildbach jeweils grosse Schuttmengen mit sich führte und verheerende Überschwemmungen bis in den Raum Winterthur verursachte.
Heute ist das Zürcher Oberland eine beliebte Wander- und Mountainbikeregion. Die Höhen des Tössberglands sind bekannt und beliebt als Wander- und Skigebiet in der montanen Region des Kantons Zürich. Ein zu grosses Ausflügleraufkommen machte sie wie eine intensivere, moderne Bewirtschaftung zur gefährdeten Zone: Ihre landschaftlich reizvollen und botanisch reichhaltigen Bergweiden und -wälder fernab grösserer Siedlungen würden zerstört. Ruhe und Abgeschiedenheit sind Qualitäten, die auf Zürcher Gebiet grossflächig nur noch auf der Hörnlikette zwischen dem Quellgebiet der Töss und dem Schauenberg und der Allmenkette zwischen Bachtel und Kyburg zu finden sind. Hier bündeln weder Bergbahnen noch andere touristische Masseneinrichtungen die Ausflüglerströme. Einzige Ausnahme ist der Atzmännig auf der St. Galler Seite.
Für den Wintersport bestehen kleinere Skilift- und Loipenanlagen. Etwa die Panoramaloipe Gibswil oder die Bäretswiler Loipe Wappenswil–Bettswil–Rüeggental. Nach wie vor in Betrieb sind die Skilifte in Bäretswil, Ghöch, Steg, Fischenthal, Wald-Farner und Goldingen-Atzmännig.